# زمین‌شناسی پزشکی

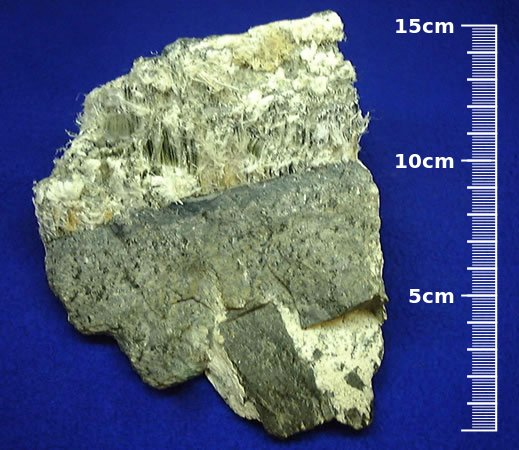
آزبست

زمین‌شناسی پزشکی علمی پدیدار شناختی و بین رشته‌ای است که حوزهٔ کاری آن بررسی تأثیرات زمین شناختی (چه مثبت و چه منفی) بر سلامتی انسان‌ها، حیوانات و گیاهان است. این رشته از تأثیرات محیط و منابع طبیعی بر انسان و همچنین خواص درمانی برخی مواد معدنی بحث می‌کند.
برای مثال یک دانشمند زمین‌شناسی پزشکی تأثیرات ژئوشیمیایی و انسانی عناصر را بر حیات موجودات زنده بررسی می‌کند.

## مثال چرخهٔ نیتروژن
- در اکوسیستم زمین، عنصر نیتروژن یکی از مهم‌ترین عناصر است.
- نیتروژن به عنوان جزئی از عناصر اسیدهای نوکلئیک، نقش مهمی در تشکیل پروتئین‌ها دارد. پس بررسی چرخهٔ آن در طبیعت بسیار مهم است.
- نیتروژن به مقدار بسیار زیاد در اتمسفر زمین یافت می‌شود. (۷۹٪)
- ولی چون به صورت یک گاز بی‌اثر (N2) است برای موجودات زنده قابل استفاده نیست.
- فرمی از نیتروژن که برای استفادهٔ موجودات زنده مناسب است، فرم نیترات و آمونیوم است.
- در طبیعت نیتروژن جذب خاک می‌شود و در آنجا توسط باکتری‌هایی به یون‌های آمونیوم تبدیل می‌شود.
- این یون‌های آمونیوم به نوبهٔ خود توسط باکتری‌هایی موسوم به Nitrosomonas به یون‌های نیتریت تبدیل می‌شوند و این یون‌های هم توسط باکتری‌هایی به نام Nitrobacter به یون‌های نیترات تبدیل می‌شوند.
- حال این یونهای نیترات می‌توانن توسط گیاهان جذب شده و مصرف گردند.
- نمک‌های یون‌های نیترات حلالیت بسیار زیادی در آب دارند، از خاک‌ها به راحتی شسته شده و توسط رودخانه‌ها به اقیانوسها راه میابد.
- نهایتاً این یونهای نیترات در اقیانوسها توسط بعضی باکتری‌ها دوباره به گاز نیتروژن تبدیل شده و به جو بازمی‌گردد.
- موازی با این تبدیلات در اتمسفر زمین نیز گاز نیتروژن در اثر نور خورشید و رعد و برق به اکسیدهای نیتروژن تبدیل می‌شود که این اکسیدها توسط باران شسته شده و به صورت نیتریک اسید به روی زمین برمی گردد و همان فرایند را انجام می‌دهد.
- در اثر افزودن کودهای آمونیاک و نیترات به خاک، رشد جلبک‌هایی در حاشیهٔ رودخانه‌ها و آزاد شدن بیش از حد مواد زائد حیوانی و انسانی به خاک این تعادل چرخ ی نیتروژن برهم می‌خورد.
- از جمله عوارض برهم خوردن چرخهٔ نیتروژن بر جوامع انسانی:
  1. به خطر افتادن وضعیت سلامتی عمومی
  2. نامتعادل شدن رژیم غذایی
  3. بیماری‌های تنفسی
  4. بیماری‌های قلبی
  5. سرطان
  6. تولید زیاد گرده‌های حساسیت زا

## مثال چرخهٔ یُد
- در طبیعت منبع اصلی ید اراضی کنار دریا هاست.
در کنار دریاها آب به خاک‌های مجاور نفوذ می‌کند و به مرور زمان در این خاک‌ها رسوب می‌کند.

برخی از زیررشته‌های مطالعاتی زمین‌شناسی پزشکی عبارتند از
1. بررسی قرار گرفتن موجودات زنده در معرض عناصر و ترکیبات کمیاب زیان بار
2. بررسی کمبود عناصر و ترکیبات کمیاب بر سلامتی موجودات زنده
3. بررسی ژئوشیمیایی سنگ‌ها و کانی‌ها بر رشد گیاهان
4. بررسی تأثیرات استنشاق گاز‌ها و گرد و غبار‌های منتشر شده توسط آتشفشان‌ها و تماس موجودات زنده با آنها
5. بررسی انتقال، تغییر و تراکم ترکیبات آلی در طبیعت
6. بررسی قرار گرفتن موجودات زنده در معرض کانی‌های حاوی هسته‌های پرتوزا
7. بررسی قرار گرفتن موجودات زنده در معرض میکروب‌ها و پاتوژن‌ها

## چند مثال دیگر
1. قرار گرفتن در معرض کاتیون‌های سنگین مانند سرب که در آبها و ذرات معلق هواکره موجود می‌باشند.
2. قرار گرفتن در معرض آزبست: مثل غبار آزبست در مونتانای لیبی که مشکلات زیادی برای افراد این منطقه به وجود آورده است.
3. عفونت قارچی ناشی از ذرات معلق هوا مانند تب دره
4. تأثیرات منفی آرسنیک محلول در آبهای سطحی
5. سختی آب که باعث انجام نشدن بسیاری از فرایندهای زیستی می‌شود.

## خطرات عناصر جزئی و کمیاب
قرار گرفتن درمعرض عناصر جزئی و کمیاب سمی مشکلات زیادی را برای سلامتی به بار می‌آورد. در دنیا میلیون‌ها نفر به دلیل تماس با آرسنیک، سرب، فلورین، جیوه، اورانیوم و… از مشکلات سلامتی رنج می‌برند. استفاده نادرست از زغال با کیفیت پایین نیز خطراتی برای سلامتی به دنبال دارد، چون زغالهایی با کیفیت پایین، دارای خاکستر، سولفور، عناصر جزئی و. کمیاب سمی و خطرناکی هستند، به عنوان مثال، در ایالت گوژو (جنوب غربی چین) روستاییان فلفل‌های قرمز و محصولات ذرتشان را در داخل فرهای بدون منفذ، خشک می‌کردند. تا اواسط قرن گذشته، فرها، سوخت چوبی داشتند، ولی امروزه با از بین رفتن جنگلها، چوب کمیاب شده، تا جایی که روستائیان میزان زیادی از محصولات را به زغال تبدیل می‌کنند و برای گرمازایی و پخت‌وپز و حتی خشک کردن بقیه محصولات استفاده می‌کنند، اما در هنگان تبدیل این محصولات به زغال، مقدار زیادی آرسنیک (3500ppm) و دیگر عناصر جزئی در آن‌ها رسوب می‌کنند و متأسفانه فلفل‌های قرمزی که در حرارت این زغالها خشک می‌شوند، غذای اصلی روستائیان بوده و منبع اصلی آرسنیک می‌باشند بیماری‌هایی که آرسنیک ایجاد می‌کند، عبارتند از:
1. هیپرپیگمنتاسیون که با برافروختگی و کک و مک همراه است.
2. هیپرکراتوسین که علایم آن زخم‌های بزرگ با تمرکز بیشتر در دستن وپا.
3. باونز که در آن سیاه و شاخی شده خشک که مقدمه سرطان پوست است، دیده می‌شود.
4. سلول‌های فلسی شکل کارسینوما (سرطانی)

البته، همه خطراتی که از زغال ناشی می‌شوند، صرفاً از احتراق آن نیست، به عنوان مثال در بالکان، آبهای زیر زمینی، هیدرکربنهای آروماتیک چندحلقه‌ای را از زغال‌هایی با لایه بندی نازک، شسته و در آب چاه‌ها جمع می‌شوند ومردم با خوردن از آب چاه، به نوعی بیماری کلیه‌ای درون بافتی، به نام نفروپاتی اندمیک مبتلا می‌شوند. چون این هیدروکربنها به عامل بیماری کمک می‌کنند. این بیماری‌ها بیش از صد هزار نفر را در یوگسلاوی سابق کشته است.
در نتیجه مصرف زغال‌های خانگی، فلورین هم متصاعد می‌شود که بیشتر از آرسنیک، بیماری‌زا می‌باشد، تنفس گرد و غبار ریزی که حاوی آزبست‌های رشته‌ای باشد، بیماری‌هایی را باعث می‌شود که عبارتند از:
آزبستوزیس، فیبروزیس شش‌ها، سرطان ریه، مزوتلیومای بدخیم.
در کالیفرنیای جنوبی در سال ۱۹۹۴ در اثر زمین لغزش و زلزله، قارچهای خاکی به نام کوکسیدیوئیدی ایمیتس؛ آزاد شده بود و مردم با تنفس این هوای آلوده به بیماری‌هایی مثل آسم، کوکسیدیودومویس (تب دره) مبتلا شدند.
همچنین هیدروکسیل آپاتیت (Ca)5(PO4)3(OH) کانی استخوان و اصلی‌ترین ماده استحکام بخش استخوان هاست؛ و برای تشکیل دانه‌های این کانی در استخوان باید در رژیم غذاییی ذخایر عظیمی کلسیم و فسفر موجود باشد. فلورین هم در ساختمان آپاتیت وارد می‌شود. در آب بعضی مناطق غلظت‌های بالایی از فلورین وجود دارد. (حدود ۱۴ppm) که در اواخر قرن بیستم خالدار شدن دندانها در این مناطق را به غلظت‌های بالایی از فلورین نسبت دادند؛ ولی جالب اینجاست که تحقیقات زمین‌شناسی پزشکی نشان داده است که اگر به آب مصرفی ۱ppm فلورین اضافه کنیم، دندانها سالم می‌مانند که همه این یافته‌ها را با استفاده از قوانین و دستاوردهای ژئوشیمی به دست آورده‌اند.
کانسنگ بوکسیت که در صنعت آلومینیوم مورد استفاده قرار می‌گیرد در صورت ورود به آبهای زیر زمینی آنها را آلوده کرده و باعث بروز بیماری‌های تنفسی حاد خواهد شدمنبع